# Marko Kelemen
Marko Kelemen (Rožňava, 29 aprile 2000) è un calciatore slovacco, attaccante del Gyirmót in prestito dal Ružomberok.

## Statistiche

### Presenze e reti nei club
Statistiche aggiornate al 21 gennaio 2023.
| Stagione        | Squadra            | Campionato      | Campionato | Campionato | Coppe nazionali | Coppe nazionali | Coppe nazionali | Coppe europee | Coppe europee | Coppe europee | Altre coppe | Altre coppe | Altre coppe | Totale | Totale |
| Stagione        | Squadra            | Comp            | Pres       | Reti       | Comp            | Pres            | Reti            | Comp          | Pres          | Reti          | Comp        | Pres        | Reti        | Pres   | Reti   |
| --------------- | ------------------ | --------------- | ---------- | ---------- | --------------- | --------------- | --------------- | ------------- | ------------- | ------------- | ----------- | ----------- | ----------- | ------ | ------ |
| 2019-gen. 2020  | Spartak Trnava     | SL              | 7          | 0          | CS              | 1               | 1               | UEL           | 4             | 0             | -           | -           | -           | 12     | 1      |
| gen.-giu. 2020  | ViOn Zlaté Moravce | SL              | 2          | 0          | CS              | 0               | 0               | -             | -             | -             | -           | -           | -           | 2      | 0      |
| 2020-feb. 2021  | Kazincbarcika      | NBII            | 9          | 1          | MK              | 3               | 0               | -             | -             | -             | -           | -           | -           | 12     | 1      |
| feb.-giu. 2021  | Putnok             | NBIII           | 13         | 4          | MK              | -               | -               | -             | -             | -             | -           | -           | -           | 13     | 4      |
| 2021-2022       | Petržalka          | 2.L             | 26         | 6          | CS              | 1               | 0               | -             | -             | -             | -           | -           | -           | 27     | 6      |
| 2022-2023       | Ružomberok         | SL              | 17         | 3          | CS              | 3               | 1               | UECL          | 3             | 0             | -           | -           | -           | 23     | 4      |
| Totale carriera | Totale carriera    | Totale carriera | 74         | 14         |                 | 8               | 2               |               | 7             | 0             |             | -           | -           | 89     | 16     |